# Сале Маразино
Сале Маразино је насеље у Италији у округу Бреша, региону Ломбардија.
Према процени из 2011. у насељу је живело 3138 становника. Насеље се налази на надморској висини од 217 м.

## Становништво
Према резултатима пописа становништва 2011. у општини је живело 3.370 становника.
| 1951. | 1961. | 1971. | 1981. | 1991. | 2001. | 2011. |
| ----- | ----- | ----- | ----- | ----- | ----- | ----- |
| 2.648 | 2.580 | 2.631 | 2.924 | 3.071 | 3.180 | 3.370 |